# Остатък от свръхнова
Остатък от свръхнова е структура, която остава след взривяването на звезда в свръхнова. Остатъкът от свръхновата е очертан от разширяващата се ударна вълна и е съставен от изхвърлена материя от експлозията и междузвездна материя, която е била пометена по пътя.
Свръхнова може да се предизвика по два начина: масивна звезда може да изразходи горивото си, след което да се срине под силата на собствената си гравитация, образувайки неутронна звезда или черна дупка, или бяло джудже може да натрупа материал от съседна звезда, докато достигне критична маса и претърпи термоядрен взрив. Във всеки случай, получената свръхнова изхвърля повечето или всичката звездна материя със скорости, представляващи до 10% от скоростта на светлината (или около 30 хил. km/s/). Тези скорости са много над тази на звука, така че се образува силна ударна вълна пред изхвърлените частици. При това движещата се плазма се загрява до температури от порядъка на милиони K. Ударната вълна постепенно се забавя с течение на времето, докато преминава през околната среда, но това може да отнеме стотици или дори хиляди години и да обхваща десетки парсеци, преди скоростта ѝ да спадне до подзвукова.
Един от най-видимите остатъци от млада свръхнова е образуван от свръхновата SN 1987A в Големия Магеланов облак, която е забелязана през февруари 1987 г. Други известни остатъци от свръхнови са Ракообразната мъглявина, Тихо, остатък от SN 1572 (кръстен в чест на Тихо Брахе, който записва яркостта на първоначалния взрив) и Кеплер, остатък от SN 1604 (кръстен в чест на Йоханес Кеплер). Най-младият познат остатък от свръхнова в Млечния път е G1.9+0.3, който е открит в галактичния център.
Остатъците от свръхнови се считат за един от най-големите източници на галактически космически лъчи.